# 932
El 932 (CMXXXII) fou un any de traspàs començat en diumenge del calendari julià.

## Esdeveniments
- Toledo – El califa Abd-ar-Rahman III, de la nissaga dels omeies conquereix Toledo, després d'un setge de dos anys[1][2]
- Reims – Hugo, amb dotze anys arquebisbe de Reims, fill comte de Vermandois, és deposat pel rei Raül I de Françonia occidental.[3]

## Naixements
- Xiao Shi, emperadriu xinesa.[cal citació]

## Morts
- Rol·ló, capitost víking i primer duc de Normandia (altres fonts donen l'any 931)[4]